# Kishi Renzan
Kishi Renzan (japanisch 岸 連山, Go: Banshōrō (萬象楼); geboren 1804 in Kyōto; gestorben 7. Dezember 1859) war ein japanischer Maler der Kishi-Schule.

## Leben und Werk
Kishi Renzan, eigentlich Aoki Shōtoku, wurde Schüler von Ganku, der ihn adoptierte. So setzte Renzan die Kishi-Linie der Malerei fort. Im Jahr Bunsei 6 (1823) wurde er von Prinz Arisugawa (有栖川宮) als Künstler eingestellt. 
In den frühen Jahren malte Kishi in einem dekorativen Malstil, die Werke der späten Jahre zeigen den eher sanften Stil der Maruyama-Shijō-Schule. Zu seinen Schülern gehörten Kose Shōseki (巨勢 小石; 1843–1919) und vor allem sein Sohn Chikudō (岸 竹堂; 1826–97), der die Tradition der Kishi-Schule mit Erfolg bis in die Vormoderne weiterführte.
Der Katalog der Sammlung, die Erwin Bälz (1849–1913) während seiner Tätigkeit in Japan als Arzt anlegte, findet sich u. a. der Name Kishi Renzan.

## Bilder

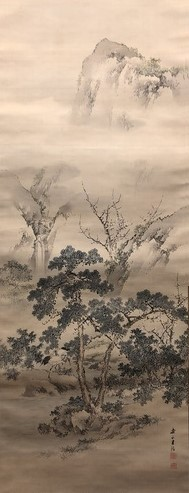
Landschaft
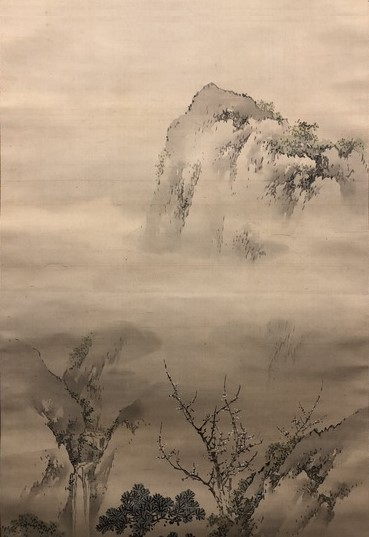
Landschaft (Ausschnitt)
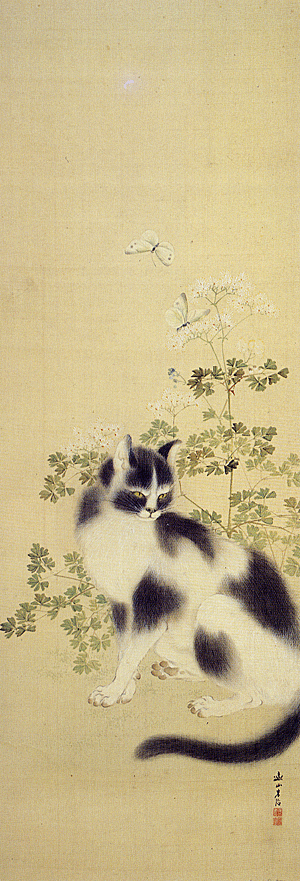
Katze
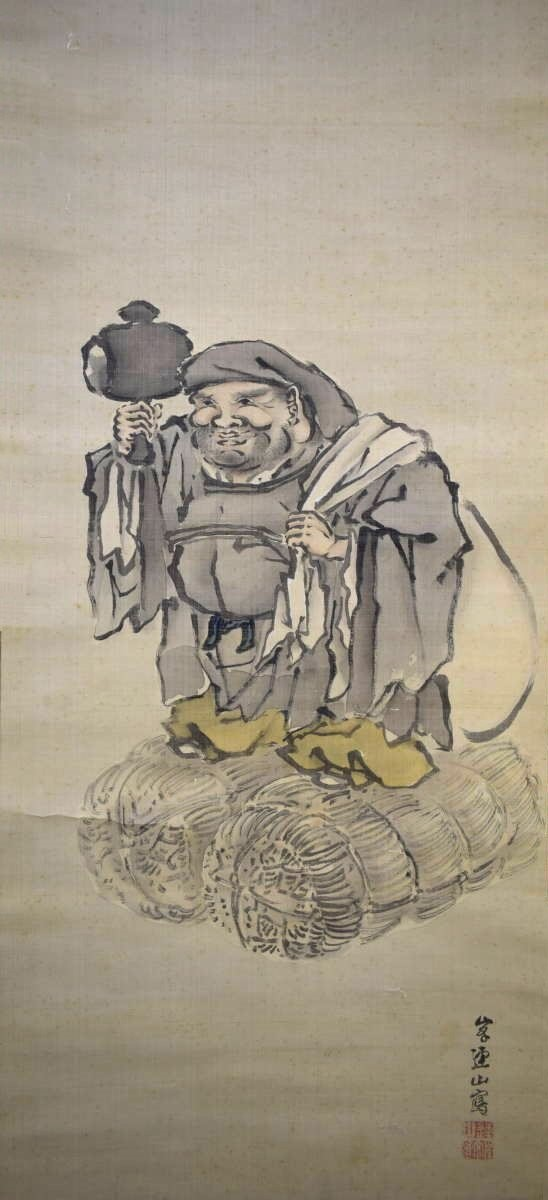
Daikoku
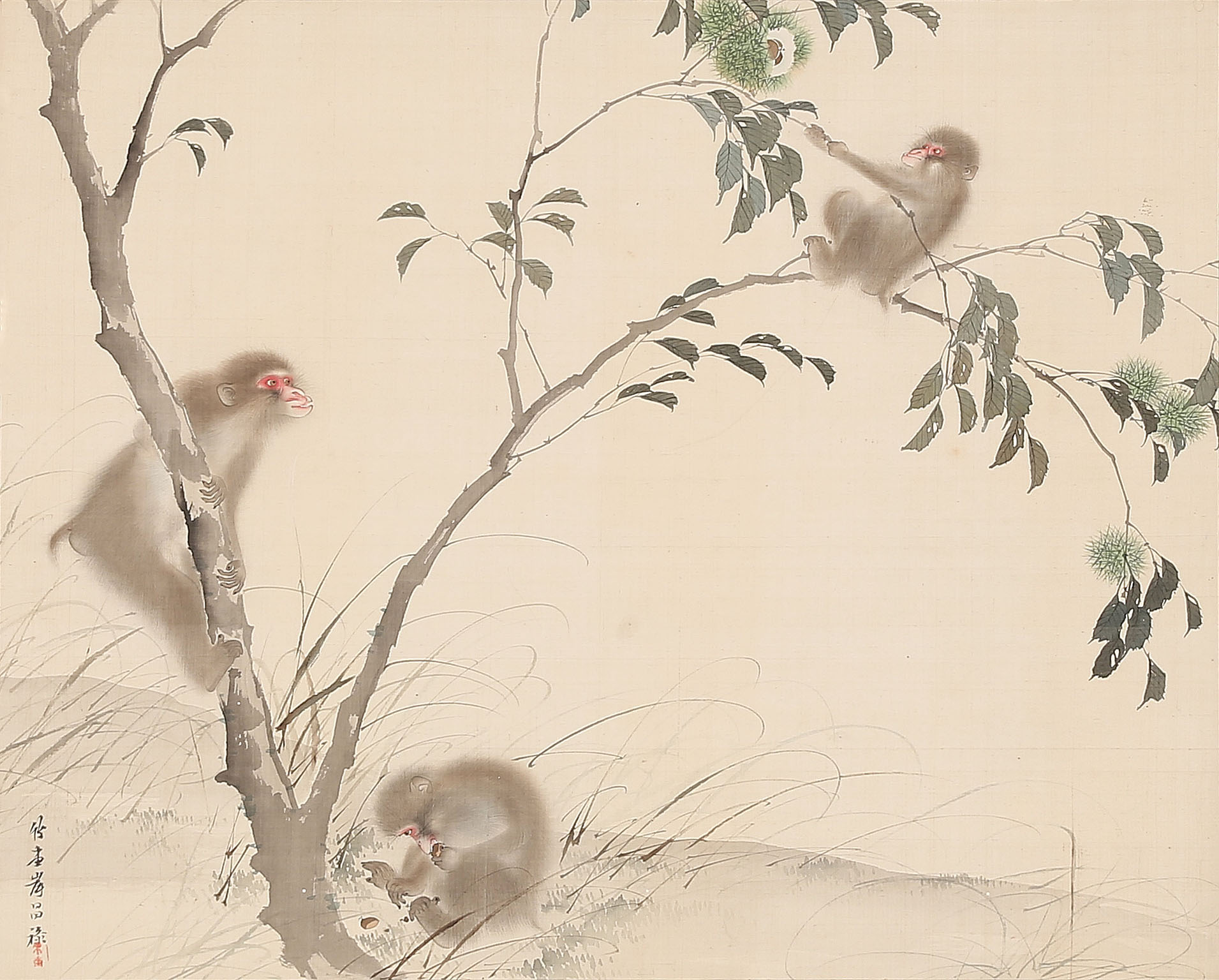
Affen (Ausschnitt)
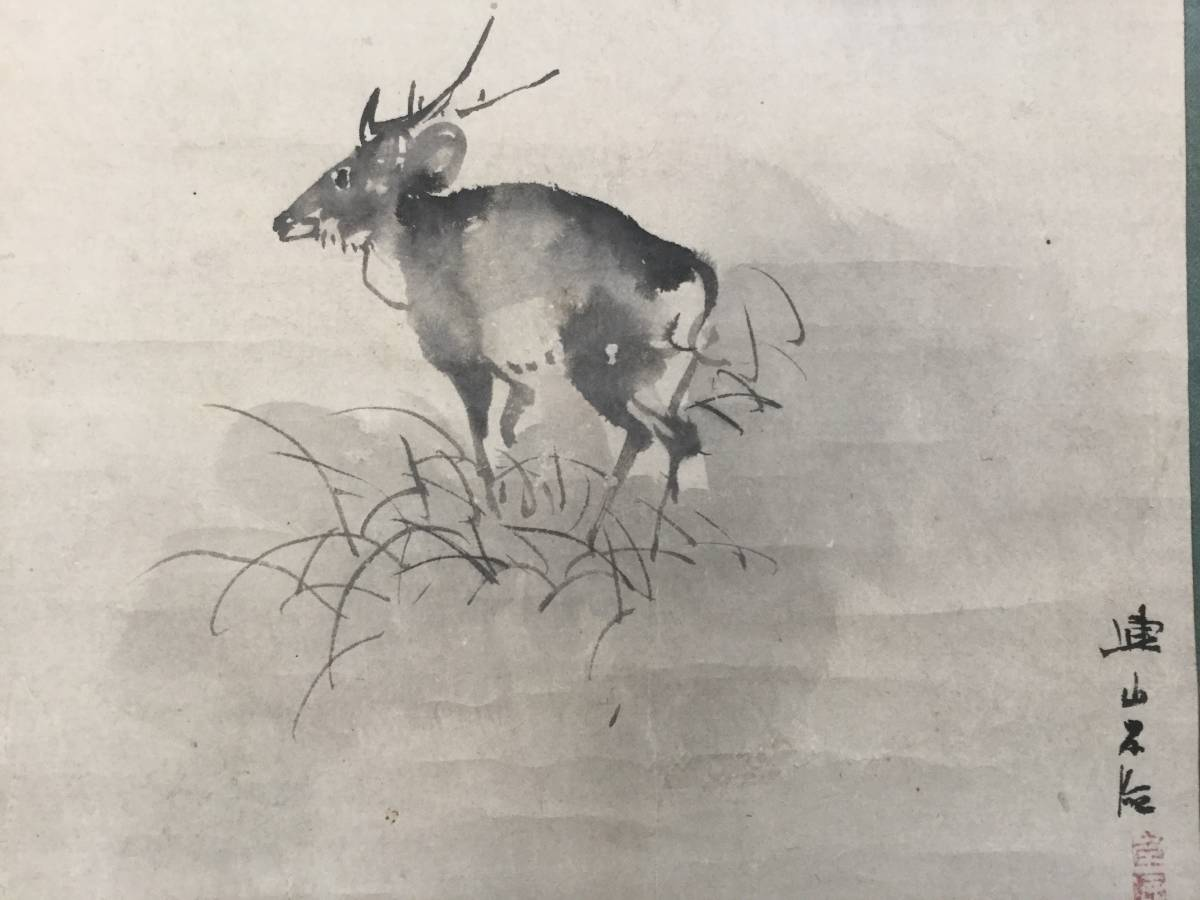
Hirsch
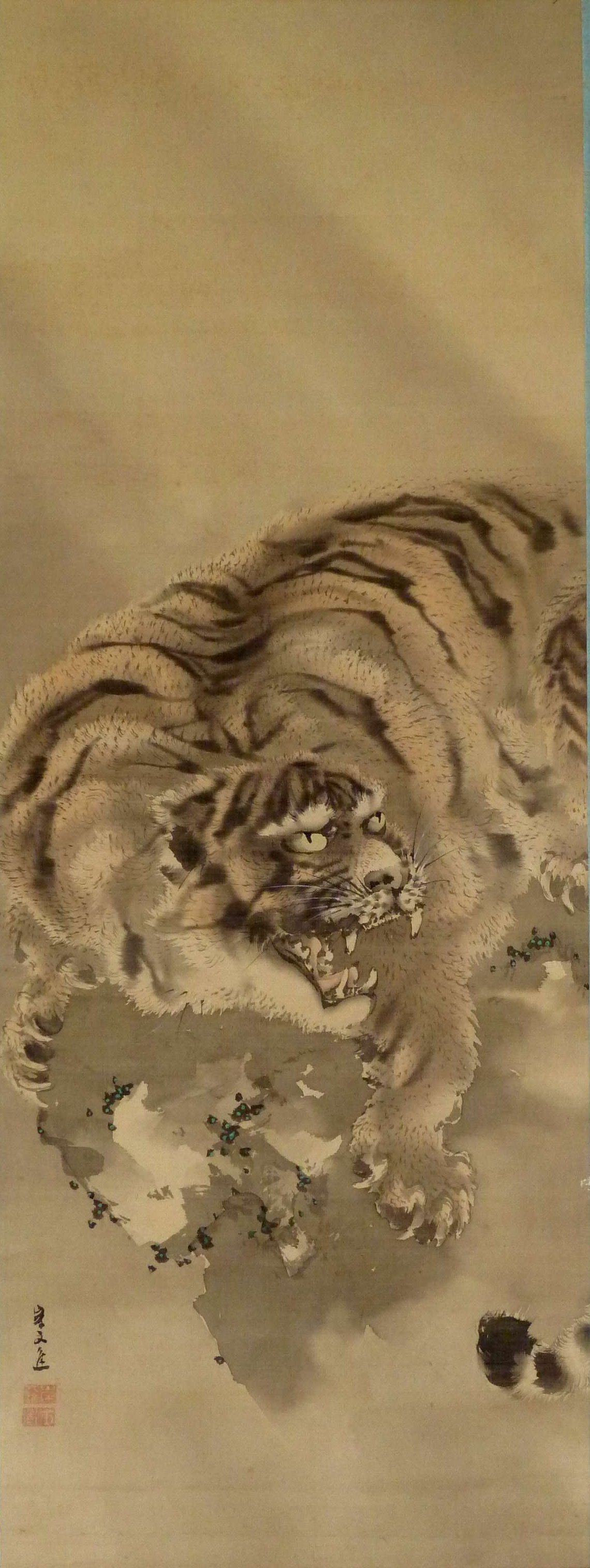
Tiger, 1842